# كرة شعر

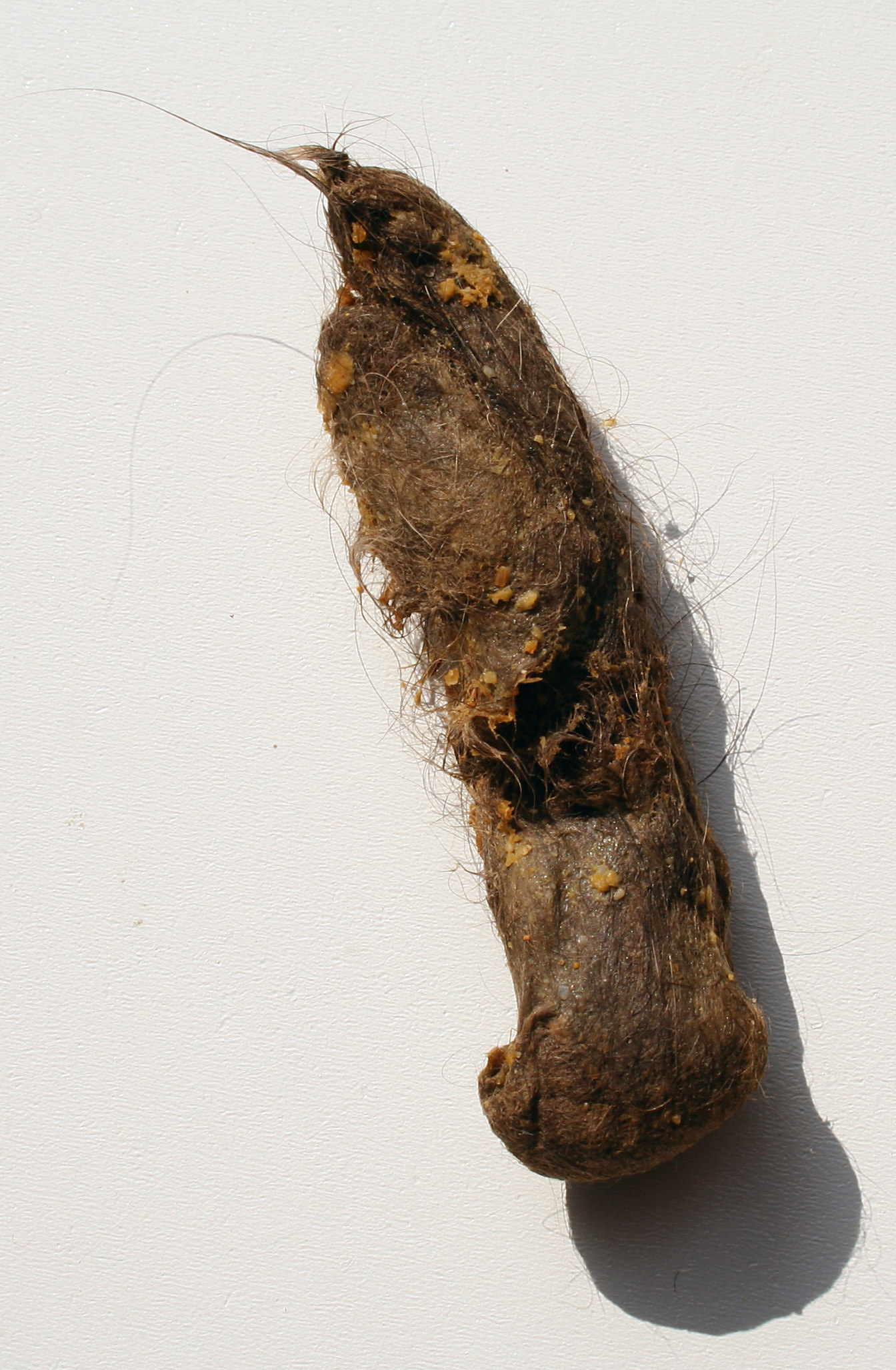
قط [0] بازهر شعري.

كرة الشعر ، هي مجموعة صغيرة من الشعر أو الفرو في بطن الحيوان تخرج عادةً عن طريق القيء عندما تصبح كبيرة جداً. تكون كرات الشعر غالباً على شكل اسطواني نحيف من الفراء أو الشعر المتكدس، ولكنها قد تحتوي على عناصر أخرى كالغذاء من المعدة. تعتبر القطط عرضة لتشكيل كراة الشعر بسبب لجوئها لتنظيف نفسها عن طريق لعق فروها، وبالتالي بلع المزيد من الشعر أو الفرو. تشكل الأرانب أيضاً كرات شعر، بسبب تنظيفها لأنفسها بنفس طريقة القطط، إلا أنها خطيرة على حياة الأرانب حيث لا تستطيع استخراجها كالقطط. يعود ذلك بسبب هشاشة الجهاز الهضمي للأرانب، لذلك تتوجب معالجة كرات الشعر لدى الأرانب، حيث أنها تجبرها على وقف التغذية، وبالتالي، الجفاف. تراكم الأبقار أيضاً كرات شعر، إلا أنها لا تخرجها، وتموت وهي في معدتها، وتكون في أحجام كبيرة.
أما في البشر، فبالرغم من كون كرات الشعر أمراً غير شائعاً ونادر الحدوث، إلا أنه قد حصلت عدة حالات وجود كرات شعر، كانت أغلبها لدى فتايات صغيرات، نتيجة لأكل الشعر والوحم أو هوس نتف الشعر. في عام 2003، تم استخراج كرة شعر بحجم فاكهة الجريب فروت من فتاة ذات 3 أعوام في رد دير من معدتها جراحياً، وفي 2004، عانت إمراة في الثامنة عشر من ماك آدم في كندا من كرة شعر بوزن 2.3 كغ (5.1 باوند) تم استخراجها جراحياً هي الأخرى من أسفل أمعائها. وتعتبر كرة الشعر أمراً خطير جداً عند البشر، حيث لا ييتستطيع جهازهم الهضمي هضمهم، أو حتى تقيئوها (في حالة تم معرفة وجودها). وتؤدي كرة الشعر إلى ضعف عام في الجهاز الهضمي.